# E dans l'E réfléchi
E dans l'E réfléchi (en minuscule ᵻ et en capitale ) est une lettre de l'alphabet Unifon.

## Utilisation
La lettre s'écrit en minuscule ᵻ et en majuscule .
La lettre  appartient aux quarante lettres de l'alphabet Unifon utilisées pour simuler les phonèmes anglais.

## Représentation informatique
Cette lettre ne possède pas de représentations Unicode.
| formes   | représentations | chaînes de caractères | points de code | descriptions                                |
| -------- | --------------- | --------------------- | -------------- | ------------------------------------------- |
| capitale |                 | —                     | —              | lettre majuscule latine e dans l'e réfléchi |